# We Live Together.com
 (juin 2023).
Pour plus de détails, voir Fiche technique et Distribution.
We Live Together.com, ou simplement We Live Together (Nous vivons ensemble), est une série pornographique lesbienne américaine de vidéofilms produite par les Studios Reality Kings depuis l'année 2007 et distribuée par Pulse.

## Description
Les actrices principales sont Sammie Rhodes, Molly Cavalli et Nikki LaMotta. 
Mais d'autres actrices spécialisées dans les scènes saphiques apparaissent fréquemment, comme Malena Morgan, Celeste Star, Lux Kassidy, Dani Daniels, Bree Daniels, Georgia Jones, Shyla Jennings, Alyssa Reece ou Karlie Montana.
Plus de 150 actrices différentes ont déjà participé à la série.
Le scénario le plus fréquent, montre un couple de lesbiennes qui séduit une troisième fille et qui finissent par faire l'amour dans un triolisme saphique torride.
Le slogan de la série est The #1 Girl/Girl Reality Series! (le numéro 1 des séries de réalité lesbienne).
La série est régulièrement nommée à divers awards en tant que Best All-Girl Series.
En mai 2015, Reality Kings sort un pack des 4 meilleurs films de la série :
- We Live Together #4
- We Live Together #11
- We Live Together #14
- We Live Together #15

## Liste des films

### We Live Togetherde 01 à 10
- We Live Together.com 1 (2007 - 185 min)
  - scène 1 : Carli Banks, Dakota et Nikki LaMotta
  - scène 2 : Molly Cavalli, Nikki LaMotta et Phoebe
  - scène 3 : Lianna, Moni Michaels et Nikki LaMotta
  - scène 4 : Amanda, Jacqueline et Molly Cavalli
  - scène 5 : Amy Reid, Carli Banks et Nikki LaMotta
  - DVD Bonus : Amanda, Eliza et Molly Cavalli

Ce 1er volet est sorti en 2007, mais les scènes sont plus anciennes (scène 1: 11/9/2005 ; scène 2: 03/24/2006 ; scène 3: 02/10/2006 ; scène 4: 05/11/2005 ; scène 5: 11/15/2005 ; Bonus: 04/24/2004).
- We Live Together.com 2 (2007 - 160 min) :
  - distribution : Nikki LaMotta, Audrey Bitoni, Molly Cavalli, Morgan Simpson, Jana, Britnay, Lane, Leanna.

- We Live Together.com 3 (2007 - 150 min) :
  - scène 1 : Cayton Caley, Molly Cavalli et Nikki LaMotta
  - scène 2 : Jessie, Molly Cavalli et Nikki LaMotta
  - scène 3 : Emilianna, Molly Cavalli et Nikki LaMotta
  - scène 4 : Jane, Molly Cavalli et Nikki LaMotta
  - scène 5 : Marlie Moore et Nikki LaMotta
  - DVD Bonus : Marlie Moore, Nikki LaMotta et Sam

- We Live Together.com 4 (2008 - 160 min) :
  - distribution : Sammie Rhodes, Audrey, Melissa, Emily, Faye Reagan, Alli, Molly Cavalli, Nikki LaMotta.

- We Live Together.com 5 (2008 - 160 min) :
  - scène 1 : Kacey Jordan, Nikki LaMotta et Sammie Rhodes
  - scène 2 : Angellina et Nikki LaMotta
  - scène 3 : Nikki LaMotta et Taylor Jones
  - scène 4 : Kelly, Nikki LaMotta et Sammie Rhodes
  - scène 5 : Kina Kai, Lana Lopez, Nikki LaMotta et Sammie Rhodes
  - DVD Bonus : Nakole et Nikki LaMotta

- We Live Together.com 6 (2008 - 157 min) :
  - scène 1 : Evah et une fille
  - scène 2 : Jayme Langford, Nikki LaMotta et une fille
  - scène 3 : Halia Hill, Nikki LaMotta et Sammie Rhodes
  - scène 4 : Ava, Molly Cavalli et une fille
  - scène 5 : Georgia Jones, Nikki LaMotta, Sammie Rhodes et Sandra Larosa
  - scène 6 : Nikki LaMotta et Sahara

- We Live Together.com 7 (2009 - 188 min) :
  - scène 1 : Lexie et Molly Cavalli
  - scène 2 : Kendall Brooks, Nikki LaMotta et Taylor Jones
  - scène 3 : Kitten et Molly Cavalli
  - scène 4 : Megan Jones, Nikki LaMotta et Sammie Rhodes
  - scène 5 : Jade, Molly Cavalli et Renna Ryann
  - scène 6 : Kina Kai, Lauryn, Nikki LaMotta et Sammie Rhodes

- We Live Together.com 8 (2009 - 165 min) :
  - scène 1 : Molly Cavalli et Taylor Vixen
  - scène 2 : Devi Emmerson et Nikki LaMotta
  - scène 3 : Isabella Sky, Nikki LaMotta et Sammie Rhodes
  - scène 4 : Charlie Laine, Nikki LaMotta et Sammie Rhodes
  - scène 5 : Brea Lynn, Nikki LaMotta et Sammie Rhodes
  - scène 6 : Melissa Jacobs et Molly Cavalli

- We Live Together.com 9 (2009 - 231 min) :
  - scène 1 : Jana Jordan et Molly Cavalli
  - scène 2 : Kina Kai, Nikki LaMotta et Sammie Rhodes
  - scène 3 : Alexa Jordan, Nikki LaMotta et Sammie Rhodes
  - scène 4 : Erin Avery, Molly Cavalli et une fille
  - scène 5 : Devi Emmerson, Sammie Rhodes, Sochee Mala et une fille
  - scène 6 : Heather Carolin et Molly Cavalli

- We Live Together.com 10 (2009 - 179 min) :
  - scène 1 : Lana Lopez, Mia Presley, Milan, Molly Cavalli et 2 filles
  - scène 2 : Alyssa Reece, Louisa Lanewood, Nikki LaMotta et Sammie Rhodes
  - scène 3 : Gracie Glam et Molly Cavalli
  - scène 4 : Brynn Tyler, Nikki LaMotta et Sammie Rhodes
  - scène 5 : Charlie Laine, Nikita Von James, Nikki LaMotta et Sammie Rhodes
  - scène 6 : Britney Brooks, Nikki LaMotta et Sammie Rhodes

### We Live Togetherde 11 à 20
- We Live Together.com 11 (2009 - 183 min) :
  - scène 1 : Alyssa Reece, Charlie Laine et Sammie Rhodes
  - scène 2 : Kagney Linn Karter et Nikki LaMotta
  - scène 3 : Molly Cavalli et Mulani Rivera
  - scène 4 : Madelyn Marie, Nikki LaMotta et Sammie Rhodes
  - scène 5 : Charlie Laine, Jazy Berlin et Sammie Rhodes
  - scène 6 : Clara G, Lux Kassidy et Sammie Rhodes

- We Live Together.com 12 (2010 - 217 min) :
  - scène 1 : Jazy Berlin, Jessica Lynn, Lux Kassidy et Sammie Rhodes
  - scène 2 : Madison Parker, Melissa Jacobs et Sammie Rhodes
  - scène 3 : Breanne Benson, Louisa Lanewood et Sammie Rhodes
  - scène 4 : Angelina Ash et Sammie Rhodes
  - scène 5 : Leah Parker, Louisa Lanewood et Sammie Rhodes
  - scène 6 : Amy Moore, Lux Kassidy et Sammie Rhodes

- We Live Together.com 13 (2010 - 219 min) :
  - scène 1 : Breanne Benson, Charlie Laine, Jayden Cole, Julia Crown, Louisa Lanewood, Lux Kassidy, Sammie Rhodes et Yurizan Beltran
  - scène 2 : Isis Taylor et Molly Cavalli
  - scène 3 : Celeste Star, Clara G et Sammie Rhodes
  - scène 4 : Melissa Jacobs, Sammie Rhodes et Valerie Rios
  - scène 5 : Breanne Benson, Molly Cavalli et Renna Ryann
  - scène 6 : Molly Cavalli et Sammie Rhodes

- We Live Together.com 14 (2010 - 222 min) :
  - scène 1 : Capri Anderson, Karlie Montana et Sammie Rhodes
  - scène 2 : Alyssa Reece, Kiara Diane et Sammie Rhodes
  - scène 3 : Georgia Jones, Lela Star et Sammie Rhodes
  - scène 4 : Molly Cavalli et Trisha Uptown
  - scène 5 : Alyssa Reece et Molly Cavalli
  - scène 6 : April O'Neil, Celeste Star et Sammie Rhodes

- We Live Together.com 15 (2010 - 204 min) :
  - scène 1 : Blue Angel, Leah Parker et Sammie Rhodes
  - scène 2 : Lynn Love et Molly Cavalli
  - scène 3 : Aliha Anderson, Lexi Stone et Molly Cavalli
  - scène 4 : Molly Cavalli, Sammie Rhodes et Yurizan Beltran
  - scène 5 : Blue Angel, Kiara Diane et Sammie Rhodes
  - scène 6 : Jana Cova et Molly Cavalli

- We Live Together.com 16 (2010 - 227 min) :
  - scène 1 : Karlie Montana, Nikki LaMotta et Sammie Rhodes
  - scène 2 : Franziska Facella, Jana Jordan et Sammie Rhodes
  - scène 3 : Nikki LaMotta, Renee Perez et Sammie Rhodes
  - scène 4 : Alyssa Reece, Clara G, Jayden Cole et Lux Kassidy
  - scène 5 : Celeste Star, Sammie Rhodes et Veronica Ricci
  - scène 6 : Lux Kassidy, Sammie Rhodes et Leslie Foxx

- We Live Together.com 17 (2011 - 231 min) :
  - scène 1 : Lexi Stone, Lux Kassidy et Sammie Rhodes
  - scène 2 : Ashley Roberts, Bree Daniels et Sammie Rhodes
  - scène 3 : Bree Daniels, Georgia Jones et Sammie Rhodes
  - scène 4 : J.C. Simpson, Molly Cavalli et Nevaeh
  - scène 5 : Celeste Star, Sammie Rhodes et Sara James
  - scène 6 : Bree Daniels, Celeste Star et Sammie Rhodes

- We Live Together.com 18 (2011 - 242 min) :
  - scène 1 : Jazy Berlin, Louisa Lanewood et Sammie Rhodes
  - scène 2 : Nikki LaMotta, Roxanne Hall et Sammie Rhodes
  - scène 3 : Codi Carmichael, Nikki LaMotta et Sammie Rhodes
  - scène 4 : Kendra Banx, Nikki LaMotta et Sammie Rhodes
  - scène 5 : Cory Nixx, Lux Kassidy et Sammie Rhodes
  - scène 6 : Natalia Rossi, Nikki LaMotta et Sammie Rhodes

- We Live Together.com 19 (2011 - 223 min) :
  - scène 1 : Louisa Lanewood, Lux Kassidy et Sammie Rhodes
  - scène 2 : Celeste Star, Jayden Pierson, Mikayla Hendrix et Sammie Rhodes
  - scène 3 : Lux Kassidy, Sammie Rhodes et Skyla Paige
  - scène 4 : Dylan Daniels, Elena Cole, Molly Cavalli et Natalie Nice
  - scène 5 : Dylan Riley, Lux Kassidy et Sammie Rhodes
  - scène 6 : Alyssa Reece, Jazy Berlin et Sammie Rhodes

- We Live Together.com 20 (2011 - 192 min) :
  - scène 1 : Karlie Montana, Sabrina Maree et Sammie Rhodes
  - scène 2 : Kiara Diane, Molly Cavalli et Sabrina Maree
  - scène 3 : Lily Carter, Sammie Rhodes et Summer Brielle Taylor
  - scène 4 : Celeste Star, Lux Kassidy et Sammie Rhodes
  - scène 5 : Evelin Rain et Molly Cavalli
  - scène 6 : Ash Hollywood, Ashley Jane et Sammie Rhodes

### We Live Togetherde 21 à 30
- We Live Together.com 21 (2012 - 228 min) :
  - scène 1 : Lux Kassidy, Natalie Nice et Sammie Rhodes
  - scène 2 : Kirsten Price, Sammie Rhodes et Taylor Vixen
  - scène 3 : Celeste Star, Hayden Winters et Shyla Jennings
  - scène 4 : Brooklyn Lee, Celeste Star et Georgia Jones
  - scène 5 : Karlie Montana, Riley Jensen et Sammie Rhodes
  - scène 6 : Melissa Jacobs, Samantha Saint et Sammie Rhodes

- We Live Together.com 22 (2012 - 227 min) :
  - scène 1 : Celeste Star, Jada Stevens, Riley Jensen et Sammie Rhodes
  - scène 2 : Bree Daniels, Celeste Star et Rebeca Linares
  - scène 3 : Megan Loxx et Molly Cavalli
  - scène 4 : Karlie Montana, Kortney Kane et Sammie Rhodes
  - scène 5 : Molly Cavalli et Sinn Sage
  - scène 6 : Ashley Fires, Kiara Diane et Sammie Rhodes

- We Live Together.com 23 (2012 - 225 min) :
  - scène 1 : Adriana Sephora, Malena Morgan et Sammie Rhodes
  - scène 2 : Molly Cavalli et Nikki Dash
  - scène 3 : Dani Daniels, Hayden Hawkens et Rilee Marks
  - scène 4 : Karlie Montana, Kirsten Price et Nina James
  - scène 5 : Brett Rossi, Nicole Aniston et Sammie Rhodes
  - scène 6 : Molly Cavalli et Summer Brielle Taylor
  - scène 7 : Bree Daniels, Celeste Star et Malena Morgan
  - scène 8 : Hayden Hawkens, Kirsten Price et Sammie Rhodes

- We Live Together.com 24 (2012 - 216 min) :
  - scène 1 : Aiden Aspen, Celeste Star et Sammie Rhodes
  - scène 2 : Brett Rossi et Molly Cavalli
  - scène 3 : Kirsten Price, Lux Kassidy et Sammie Rhodes
  - scène 4 : Molly Cavalli et Sunni Mayweather
  - scène 5 : Lux Kassidy, Nina James et Sammie Rhodes
  - scène 6 : Melanie Rios, Shyla Jennings et Valerie Rios

- We Live Together.com 25 (2013 - 193 min) :
  - scène 1 : Dani Daniels, Malena Morgan, Nina James et Sammie Rhodes
  - scène 2 : Andy San Dimas, Elle Alexandra et Sammie Rhodes
  - scène 3 : Bree Daniels, Eufrat, Jessie Andrews et Sammie Rhodes
  - scène 4 : Chloe Cane, Molly Cavalli et Rachel Roxxx
  - scène 5 : Malena Morgan, Sammie Rhodes et Taylor Vixen
  - scène 6 : Georgia Jones, Rilee Marks et Sammie Rhodes

- We Live Together.com 26 (2013 - 200 min) :
  - scène 1 : Ashley Fires, Chanel Preston et Sammie Rhodes
  - scène 2 : Kirsten Price, Melissa Jacobs et Sammie Rhodes
  - scène 3 : Natalie Nice, Sammie Rhodes et Sarah Vandella
  - scène 4 : Georgia Jones et Sammie Rhodes
  - scène 5 : Celeste Star, Jayden Cole et Sammie Rhodes
  - scène 6 : Malena Morgan, Sammie Rhodes et Shyla Jennings

- We Live Together.com 27 (2013 - 193 min) :
  - scène 1 : Avril Hall et Shyla Jennings
  - scène 2 : Jayden Cole et Malena Morgan
  - scène 3 : Dani Daniels, Emma Mae et Georgia Jones
  - scène 4 : Ainsley Addison, Celeste Star et Dani Daniels
  - scène 5 : Ainsley Addison, Malena Morgan et Shyla Jennings
  - scène 6 : Dani Daniels et Liz Taylor

- We Live Together.com 28 (2013 - 180 min) :
  - scène 1 : Layla Rose, Malena Morgan et Shyla Jennings
  - scène 2 : Dani Daniels et Malena Morgan
  - scène 3 : Charlotte Stokely et Malena Morgan
  - scène 4 : Jessica Rayne et Lily Love
  - scène 5 : Malena Morgan et Riley Reid

- We Live Together.com 29 (2013 - 179 min) :
  - scène 1 : Alyssa Reece, Lily Carter et Malena Morgan
  - scène 2 : Aurielee Summers, Charlotte Stokely et Malena Morgan
  - scène 3 : Malena Morgan et Mia Malkova
  - scène 4 : Kennedy Leigh et Malena Morgan
  - scène 5 : Alexis Rodriguez, Averi Brooks et Lilly Love
  - scène 6 : Lia Lor et Malena Morgan

- We Live Together.com 30 (2013 - 189 min) :
  - scène 1 : Asa Akira, Kirsten Price, Malena Morgan et Sammie Rhodes
  - scène 2 : April O'Neil, Nina James, Sammie Rhodes, Taylor Vixen et Victoria Rae Black
  - scène 3 : Andy San Dimas, Georgia Jones et Sammie Rhodes
  - scène 4 : Celeste Star, Rilee Marks et Sammie Rhodes
  - scène 5 : Eufrat et Molly Cavalli
  - scène 6 : Celeste Star et Malena Morgan

### We Live Togetherde 31 à 40
- We Live Together.com 31 (2014 - 221 min) :
  - scène 1 : Bree Daniels et Malena Morgan
  - scène 2 : Malena Morgan et Shyla Jennings
  - scène 3 : Malena Morgan, Riley Jensen et Sammie Rhodes
  - scène 4 : Brooklyn Lee et Malena Morgan
  - scène 5 : Dani Daniels, Sammie Rhodes et Spencer Scott
  - scène 6 : Alexis Ford, Brett Rossi et Sammie Rhodes

- We Live Together.com 32 (2014 - 180 min) :
  - scène 1 : Cassie Laine et Shyla Jennings
  - scène 2 : Dani Daniels et Eliska
  - scène 3 : Brett Rossi, Dani Daniels et Emily Addison
  - scène 4 : Bree Daniels et Elle Alexandra
  - scène 5 : Ainsley Addison et Sammie Rhodes
  - scène 6 : Alyssa Reece et Cassie Laine

- We Live Together.com 33 (2014 - 189 min) :
  - scène 1 : Dani Daniels, Alyssa Reece et Elisa
  - scène 2 : Emma Mae et Jessie Andrews
  - scène 3 : Malena Morgan et Molly Cavalli
  - scène 4 : Karina White et Dani Daniels
  - scène 5 : Georgia Jones et Malena Morgan
  - scène 6 : Melody Jordan, Ashley Fires et Dani Daniels

- We Live Together.com 34 (2014 - 192 min) :
  - scène 1 : Mia Malkova et Malena Morgan
  - scène 2 : Riley Jensen, Celeste Star et Shyla Jennings
  - scène 3 : Malena Morgan et Lily Love
  - scène 4 : Bree Daniels, Elle Alexandra et Dani Daniels
  - scène 5 : Sarah et Averi Brooks
  - scène 6 : Eva Lovia et Malena Morgan

- We Live Together.com 35 (2014 - 190 min) :
  - scène 1 : Lily Love et Malena Morgan
  - scène 2 : Chanel Preston et Malena Morgan
  - scène 3 : Malena Morgan et Jessie Volt
  - scène 4 : Anastasia Morna et Malena Morgan
  - scène 5 : Lily Love et Kylie Kane
  - scène 6 : Adriana Chechik et Jasmine Wolff

- We Live Together.com 36 (2015 - 180 min) :
  - scène 1 : Malena Morgan et Adrianna Luna
  - scène 2 : Malena Morgan et Melody Jordan
  - scène 3 : Malena Morgan et Asa Akira
  - scène 4 : Malena Morgan, Shae Snow et Dani Daniels
  - scène 5 : Malena Morgan et Natalia Starr
  - scène 6 : Alaina Fox, Auriellee Summers et Valentina

- We Live Together.com 37 (2015 - 177 min) :
  - scène 1 : Abigail Mac et Shae Summers
  - scène 2 : Zoey Monroe et Dani Daniels
  - scène 3 : Natasha White et Amia Miley
  - scène 4 : Callie Calypso et Nikki Bell
  - scène 5 : Dillion Harper et Riley Reid
  - scène 6 : Presley Hart et Aidra Fox

- We Live Together.com 38 (2015 - 173 min) :
  - scène 1 : Eva Lovia, Malena Morgan et Celeste Star
  - scène 2 : Kiera Winters et Cassie Laine
  - scène 3 : Chloe Amour et Jayden Taylors
  - scène 4 : Abigail Mac et Jayden Taylors
  - scène 5 : Megan Salinas, Celeste Star et Malena Morgan
  - scène 6 : Adriana Sephora et Malena Morgan

- We Live Together.com 39 (2015 - 179 min) :
  - scène 1 : Riley Reid, Malena Morgan et Maddy O'Reilly
  - scène 2 : Alektra Blue et Malena Morgan
  - scène 3 : Malena Morgan et Megan Salinas
  - scène 4 : Rilynn Rae et Eva Lovia
  - scène 5 : Malena Morgan et Abigail Mac
  - scène 6 : Dani Daniels et Nikki Lavay

- We Live Together.com 40 (2015 - 181 min) :
  - scène 1 : Celeste Star, Malena Morgan et Teal Conrad
  - scène 2 : Jazmine, Katerina Kay et Sam St. Clair
  - scène 3 : Malena Morgan et Asphyxia Noir
  - scène 4 : Shyla Jennings et Maddy O'Reilly
  - scène 5 : Elle Alexandra et Ashley Scott
  - scène 6 : Malena Morgan et Shale Snow

### We Live Togetherde 41 à 43
- We Live Together.com 41 (2015 - 3 h 22) :
  - scène 1 : Dani Daniels et Sophia Knight
  - scène 2 : Riley Reid et Cassie Lane
  - scène 3 : Dani Daniels et Valentina Nappi
  - scène 4 : Abby Cross et Abigail Mac
  - scène 5 : Dani Daniels et Scarlet Red
  - scène 6 : Shyla Jennings et Riley Reid

- We Live Together.com 42 (2015 - 3 h 24) :
  - scène 1 : Shae Summers et Tessa Arias
  - scène 2 : Celeste Star et Ryan Ryans
  - scène 3 : Nicole Aniston et Abigail Mac
  - scène 4 : Maddy O'Reilly et Dillion Harper
  - scène 5 : Dani Daniels et Aidra Fox
  - scène 6 : Malena Morgan, Maddy O'Reilly et Megan Salinas

- We Live Together.com 43 (2016 - 3 h 56) :
  - scène 1 : Dani Daniels et Riley Reid
  - scène 2 : Eva Lovia et Aidra Fox
  - scène 3 : Ashley Fires et Anikka Albrite
  - scène 4 : Shae Summers et Sabrina Banks
  - scène 5 : Abigail Mac et Ryan Ryans
  - scène 6 : Cassie Laine et Sara Luvv

## Distinctions
nominations
- 2012 AVN Award - Meilleure série lesbienne (Best All-Girl Series) - We Live Together
- 2013 AVN Award - Meilleure série lesbienne (Best All-Girl Series) - We Live Together
- 2013 AVN Award - Meilleur film lesbien (Best All-Girl Release) - We Live Together 23
- 2014 XBIZ Award : All-Girl Series of the Year - We Live Together
- 2014 XBIZ Award : Best Scene - All-Girl - We Live Together 29 avec Malena Morgan[2]
- 2014 XRCO Award : Best Girl/Girl Series - We Live Together[3]